# 福埃尼鄉
45°30′00″N 20°53′00″E / 45.5°N 20.8833°E
福埃尼鄉（羅馬尼亞語：Comuna Foeni, Timiș），是羅馬尼亞的鄉份，位於該國西部，由蒂米什縣負責管轄，面積131平方公里，海拔高度75米，2002年人口1,752，人口密度每平方公里13人。